# سانکسنکسو
سانکسنکسو (به اسپانیایی: Sanxenxo) یک شهرستان در اسپانیا است که در استان پنتبدرا واقع شده‌است.

## خصوصیات
سانکسنکسو ۴۴ کیلومترمربع مساحت و ۱۷٬۳۱۵ نفر جمعیت دارد و ۰ متر بالاتر از سطح دریا واقع شده‌است.